# Judo-Bundesliga 2018
Die Judo-Bundesliga 2018 war die 62. Saison in der Geschichte der Judo-Bundesliga und begann am 7. April 2018.
Nachdem das Hamburger Judoteam bereits im Jahr 2016 und 2017 den Titel gewinnen konnte, gelang im darauffolgenden Jahr der Titelhattrick mit der dritten Meisterschaft in Folge. Im Finale setzte sich die Mannschaft mit 11:3 gegen den TSV Abensberg durch. Die Bronzemedaillen gewannen die Mannschaften von Judo in Holle und vom TSV Großhadern.
Durch die im Jahr zuvor beschlossene Ligaumstrukturierung gab es 2018 keine Absteiger und drei direkte Aufsteiger in beiden Staffeln. In der Südstaffel waren es sogar vier Aufsteiger, da die sich die Mannschaft vom JC Ettlingen nach der Saison 2017 aus dem Ligabetrieb zurückzog. Für die Teams vom GJC Bonn, JC Samurai Offenbach und JT Heidelberg-Mannheim war es jeweils der erste Aufstieg in die erste Judo-Bundesliga. Weitere Aufsteiger waren der TSV Bayer 04 Leverkusen, TSV Hertha Walheim, JSV Speyer und TV 1848 Erlangen.
Nach dem Ende der Saison gaben der TSV München Großhadern sowie die niedersächsische Mannschaft aus Holle den Rückzug ihrer Mannschaften aus der Bundesliga bekannt. Die Entscheidungen fielen aus finanziellen Gründen. Die für den Ligabetrieb erforderlichen Geldmittel werden in andere Judo-Projekte investiert.

## Vorrunde

### Staffel Nord
| Pl | Verein                  | K | KP    | Diff | Pkt  |
| -- | ----------------------- | - | ----- | ---- | ---- |
| 1. | Hamburger Judo-Team     | 8 | 91:21 | +70  | 16:0 |
| 2. | Judo in Holle           | 8 | 71:41 | +30  | 13:3 |
| 3. | UJKC Potsdam            | 8 | 63:49 | +14  | 10:6 |
| 4. | SUA Witten              | 8 | 56:56 | +0   | 10:6 |
| 5. | JC 66 Bottrop           | 8 | 55:57 | −2   | 8:8  |
| 6. | KSC Asahi Spremberg     | 8 | 53:59 | −2   | 6:10 |
| 7. | TSV Hertha Walheim      | 8 | 42:70 | −28  | 5:11 |
| 8. | TSV Bayer 04 Leverkusen | 8 | 40:72 | −32  | 4:12 |
| 9. | GJC Bonn                | 8 | 33:79 | −66  | 0:16 |

### Staffel Süd
| Pl | Verein                    | K | KP    | Diff | Pkt  |
| -- | ------------------------- | - | ----- | ---- | ---- |
| 1. | TSV Abensberg             | 8 | 75:37 | +20  | 14:2 |
| 2. | TSV Großhadern            | 8 | 77:35 | +42  | 12:4 |
| 3. | KSV Esslingen             | 8 | 76:36 | +40  | 12:4 |
| 4. | JC Leipzig                | 8 | 58:54 | +4   | 11:5 |
| 5. | JC Rüsselsheim            | 8 | 53:59 | −6   | 8:8  |
| 6. | JSV Speyer                | 8 | 56:56 | 0    | 7:9  |
| 7. | TV 1848 Erlangen          | 8 | 38:74 | −36  | 5:9  |
| 8. | Samurai Offenbach         | 8 | 35:77 | −32  | 2:14 |
| 9. | 1. JT Heidelberg Mannheim | 8 | 36:76 | −40  | 1:15 |

## Halbfinale
| Datum            | Ort     | Heim          | Gast           | Ergebnis      |
| ---------------- | ------- | ------------- | -------------- | ------------- |
| 3. November 2018 | Hamburg | TSV Abensberg | Judo in Holle  | 9:5 (84:47)   |
| 3. November 2018 | Hamburg | Hamburger JT  | TSV Großhadern | 11:3 (107:27) |

## Finale
| Datum            | Ort     | Heim         | Gast          | Ergebnis      |
| ---------------- | ------- | ------------ | ------------- | ------------- |
| 3. November 2018 | Hamburg | Hamburger JT | TSV Abensberg | 11:3 (104:30) |

## Kämpfer mit den meisten Siegen
| Kämpfer                   | Verein                 | Siege (durch Ippon) | Anzahl Kämpfe |
| ------------------------- | ---------------------- | ------------------- | ------------- |
| Onise Bughadze            | JSV Speyer             | 14 (14)             | 14            |
| Robert Barwig             | Judo in Holle          | 14 (12)             | 16            |
| David Krämer              | TSV Abensberg          | 14 (10)             | 16            |
| Marc Odenthal             | TSV Abensberg          | 13 (11)             | 15            |
| Mistral Jansen            | Judo in Holle          | 12 (9)              | 13            |
| Manuel Scheibel           | TSV Abensberg          | 11 (10)             | 12            |
| David Tsokouris           | Samurai Offenbach      | 11 (10)             | 16            |
| Franz Haettich            | JSV Speyer             | 11 (7)              | 14            |
| Dino Pfeiffer             | Hamburger JT           | 10 (8)              | 10            |
| Moritz Plafky             | Hamburger JT           | 10 (8)              | 11            |
| Janosch Hunfeld           | UJKC Potsdam           | 10 (7)              | 11            |
| Benjamin Münnich          | TSV Abensberg          | 10 (5)              | 14            |
| Kamil Grabowski           | Samurai Offenbach      | 9 (9)               | 12            |
| Jan Mollet                | JT Heidelberg Mannheim | 9 (8)               | 15            |
| Igor Wandtke              | Hamburger JT           | 9 (6)               | 9             |
| Eduard Trippel            | JC Rüsselsheim         | 8 (8)               | 8             |
| Dimitri Peters            | Hamburger JT           | 8 (8)               | 10            |
| Fabian Häßner             | KSV Esslingen          | 8 (7)               | 10            |
| Tomasz Arkadiusz Domanski | KSC Asahi Spremberg    | 8 (7)               | 11            |
| Tobias Schirra            | JC Rüsselsheim         | 8 (7)               | 16            |
| Sebastian Hofäcker        | Hamburger JT           | 8 (6)               | 9             |
| Lukas Vennekold           | TSV Großhadern         | 8 (6)               | 10            |
| Dominik Röder             | TV Erlangen            | 8 (6)               | 11            |